# Série mondiale de baseball féminin 2002
Navigation
Édition précédente Édition suivante
La Série mondiale de baseball féminin 2002 est la 2e édition de cette épreuve mettant aux prises les meilleures sélections nationales. Elle s'est tenue du 2 au 8 septembre à St. Petersburg en Floride aux États-Unis.
L'Australie remporte le titre devant le Japon, 8-6 en finale.

## Sélections
Quatre équipes participent à cette édition:
| Poule unique |                        |
| ------------ | ---------------------- |
| Australie    | Série mondiale 2001    |
| Canada       | 4e Série mondiale 2001 |
| États-Unis   | Série mondiale 2001    |
| Japon        | Série mondiale 2001    |

## Format du tournoi
Le premier tour se déroule au format round robin double, chaque équipe affronte les autres deux fois. Les premiers s'affrontent pour la médaille d'Or et les autres pour la médaille de Bronze.
Si une équipe mène de plus de 10 points après le début de la 5e manche ou 12 en 4e manche, le match est arrêté (mercy rule).

## Classement final
| Pl. | Sélection  |
| --- | ---------- |
|     | Australie  |
|     | Japon      |
|     | États-Unis |
| 4e  | Canada     |

## Premier tour
| Date        | Lieu          | Recevant   | Visiteur   | Score  |
| ----------- | ------------- | ---------- | ---------- | ------ |
| 2 septembre | Al Lang Field | États-Unis | Canada     | 11 - 1 |
| 2 septembre | Al Lang Field | Australie  | Japon      | 5 - 2  |
| 2 septembre | Al Lang Field | Japon      | États-Unis | 15 - 9 |
| 3 septembre | Al Lang Field | États-Unis | Australie  | 18 - 6 |
| 3 septembre | Al Lang Field | Japon      | Canada     | 34 - 0 |
| 3 septembre | Al Lang Field | Australie  | Canada     | 12 - 1 |
| 5 septembre | Al Lang Field | Japon      | Australie  | 10 - 3 |
| 5 septembre | Al Lang Field | États-Unis | Canada     | 7 - 0  |
| 5 septembre | Al Lang Field | Japon      | États-Unis | 8 - 4  |
| 6 septembre | Al Lang Field | Japon      | Canada     | 5 - 0  |
| 6 septembre | Al Lang Field | Australie  | États-Unis | 7 - 4  |
| 6 septembre | Al Lang Field | Australie  | Canada     | 7 - 0  |

| Pl. | Équipe     | J | V | D | PM | PC | %    |
| --- | ---------- | - | - | - | -- | -- | ---- |
| 1   | Japon      | 6 | 5 | 1 | 74 | 21 | .833 |
| 2   | Australie  | 6 | 4 | 2 | 40 | 36 | .667 |
| 3   | États-Unis | 6 | 3 | 3 | 54 | 37 | .500 |
| 4   | Canada     | 6 | 0 | 6 | 3  | 76 | .000 |

## Finales
| Match         | Date        | Lieu                  | Recevant   | Visiteur | Score  |
| ------------- | ----------- | --------------------- | ---------- | -------- | ------ |
| Petite-finale | 8 septembre | Stengel-Huggins Field | États-Unis | Canada   | 10 - 0 |
| Finale        | 8 septembre | Tropicana Field       | Australie  | Japon    | 8 - 6  |